# 罕达罕河
罕达罕河，又作哈岱坎河，位于中国东北地区西部，是嫩江水系雅鲁河的右岸支流，河名源自“堪達罕”（转写：kandahan），满语意为“驼鹿”，上游又称哈多河，发源于内蒙古自治区扎兰屯市南部火龙山东南坡，向东南流经哈多河镇，过扎赉特旗巴彦乌兰苏木吉日嘎岱嘎查红石砬子屯转东流，经新林镇营林村、护林村后转东南流，过阿尔本格勒镇后再次转向东流，经新林镇罕河社区（原罕达罕乡），于征兴村振兴四队东南左纳乌尔其根河后流入黑龙江省龙江县，经龙江县景星镇南部，于头站镇大三门李村东北汇入雅鲁河。河流全长162千米，流域面积4356平方千米，河道平均比降3.46‰，年均径流量3.21亿立方米。罕达罕河上游流经山区，河槽深窄，中游河槽弯曲度大，河床多滩地，下游河床改道较多。干流下游地势平坦，比降小，两岸甸子地广阔，植物茂密，河水顶托，积水不能及时排除，易形成内涝。罕达罕河两岸历史上人烟稀少，开发较晚。目前流域内植被良好，上游沿岸为林区，下游为平原农业区。